# Raúl Estévez
Raúl Enrique Estévez, conhecido como Pipa, (Lomas de Zamora, 21 de janeiro de 1978) é um ex-futebolista argentino que atuava como atacante. 

## Carreira
Estévez se profissionalizou no Talleres.

### Boca Juniors
Estévez integrou o Boca Juniors na campanha vitoriosa da Libertadores da América de 2003.

## Títulos
Boca Juniors
- Primera Division Argentina: Apertura 2003
- Taça Libertadores da América: 2003
- Copa Intercontinental: 2003